# Daniele Pontoni

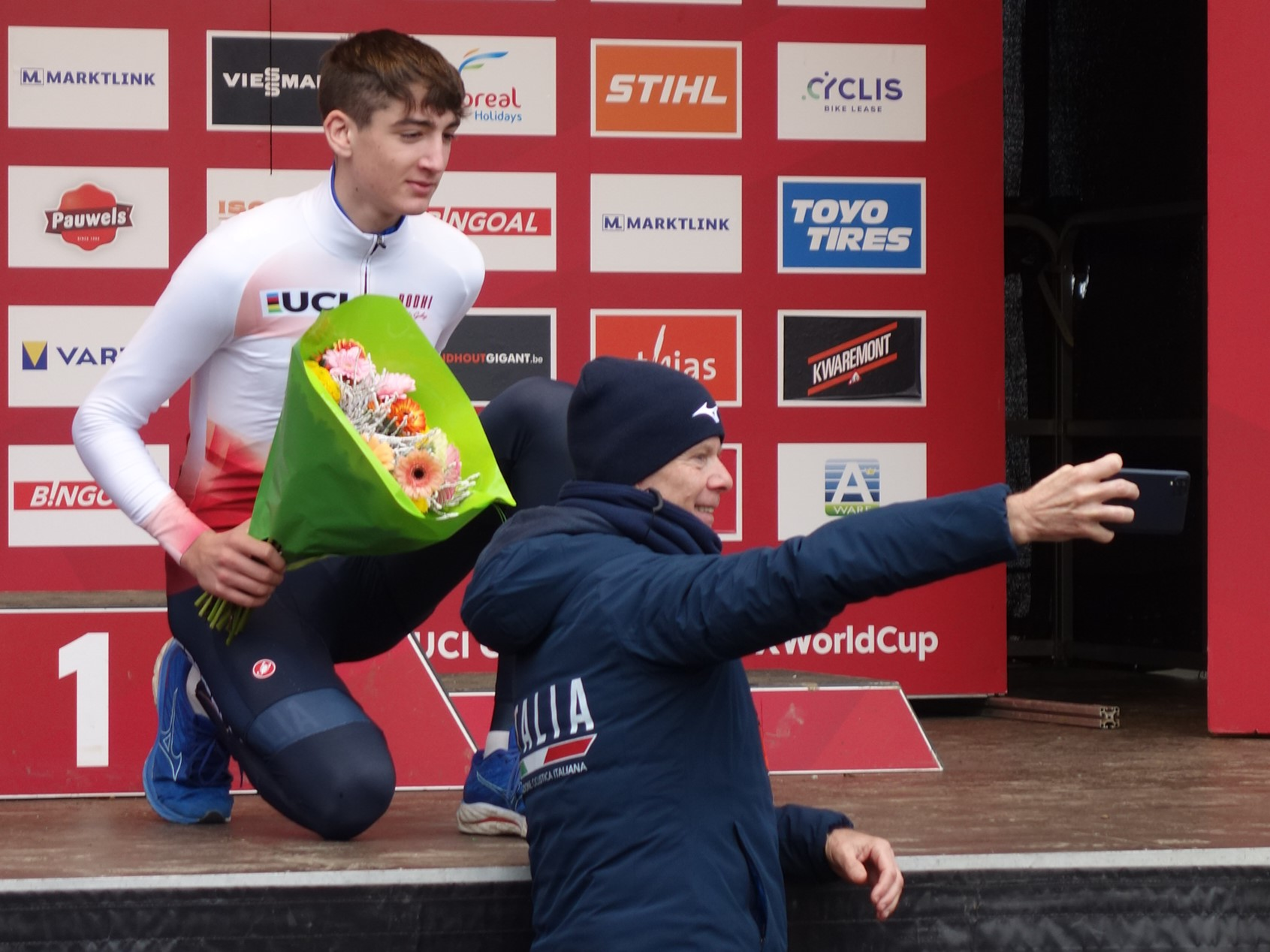
Den tekniske kommissarien Pontoni i samtal med ledaren av cross-världscupens U19-klass, Stefano Viezzi, 2023.

Daniele Pontoni, född den 8 september 1966 i Udine, är en tidigare tävlingscyklist som var dominerande inom italiensk cykelcross från några år in på 1990-talet och nästan fram till det att han avslutade karriären i december 2005. Han var amatör till och med säsongen 1992/1993 och blev då världsmästare 1992. 1993/1994 upphävdes uppdelningen av herrarna i amatörer och professionella och ersattes av en gemensam elitklass – i denna blev hans främsta meriter världsmästartiteln 1997, totalsegern i UCI Cyclo-cross World Cup 1994/1995, två totalsegrar i Superprestige och tio italienska mästerskapstitlar.
Pontoni körde även lite mountainbike, en disciplin inom vilken han blev italiensk mästare i cross country (XCO) 1997 och representerade Italien vid Olympiska spelen i Atlanta 1996 (5:e plats i XCO). På landsväg uträttade han inget nämnvärt.
Sedan 2021 är Pontoni teknisk kommissarie för Italienska Cykelförbundet inom cykelcross och gravel.

## Meriter – cykelcross

### Amatör
| 1990/1991 3:a i amatörklassen vid Världsmästerskapen 1991/1992 Amatörvärldsmästare | 1992/1993 3:a i amatörklassen vid Världsmästerskapen |

### Elit
Världsmästerskap och italienska mästerskap avhålls i januari/februari. UCI World Cup (införd 1993) och Superprestige är serier av deltävlingar som går över cykelcrossens vintersäsong. Från 2004/2005 till 2007/2008 utsågs dock ingen sammanlagd vinnare av World Cup (loppen gav bara individuella rankingpoäng och poäng i en nationscup). UCI:s världsranking (införd 1991) avser Pontonis placering vid säsongsslutet i mars.
| SäsongTävling           | 1990 1991 | 1991 1992 | 1992 1993 | 1993 1994 | 1994 1995 | 1995 1996 | 1996 1997 | 1997 1998 | 1998 1999 | 1999 2000 | 2000 2001 | 2001 2002 | 2002 2003 | 2003 2004 | 2004 2005 | 2005 2006 |
| ----------------------- | --------- | --------- | --------- | --------- | --------- | --------- | --------- | --------- | --------- | --------- | --------- | --------- | --------- | --------- | --------- | --------- |
| Världsmästerskapen      | Am.       | Am.       | Am.       | 4         | 9         |           |           | 4         | 4         | 9         | DNF       | –         | 7         | 4         | 36        | –         |
| Italienska mästerskapen | Am.       | Am.       |           |           |           |           |           | DSQ       |           |           |           |           |           |           | –         | –         |
| UCI World Cup           | X         | X         | X         | 8         |           | 5         | 17        |           |           | 5         | 8         | 22        | 17        | 50        | X         | X         |
| Superprestige           | 24        | 5         |           |           | 5         | 5         | 8         | 9         | 10        | 9         | 11        | –         | –         | –         | –         | –         |
| UCI:s världsranking     | X         | X         | 1         | 2         | 3         | 4         | 3         | 4         | 3         | 5         | 7         | 18        | 22        | 24        | 80        | 215       |

X = Ej avhållen     DNF = Fullföljde ej     DSQ = Diskvalificerad     Am. = Amatör

## Meriter – mountainbike
| 1994 4:a i cross country (XCO) vid Världsmästerskapen 1996 5:a i cross country (XCO) vid Olympiska spelen | 1997 Italiensk mästare i cross country (XCO) |